# Commodore 64
O Commodore 64, também designado por C64 ou CBM 64, foi um computador doméstico exibido pela primeira vez em janeiro de 1982 e lançado pela Commodore International em agosto do mesmo ano. Foi listado pelo Guinness World Records como o modelo de computador mais vendido de todos os tempos, com estimativas independentes indicando cerca de 17 milhões de unidades vendidas. Seu preço comercial inicial foi de 595 dólares.
O C64 dominou o mercado de computadores de baixo custo, exceto no Reino Unido e no Japão, durante a maior parte dos últimos anos da década de 1980. Por um período substancial (1983-1986), o computador teve entre 30% e 40% de participação no mercado dos Estados Unidos e dois milhões de unidades vendidas por ano, superando os concorrentes da época. No Reino Unido, o C64 foi o segundo computador mais popular atrás somente do ZX Spectrum.
Parte do sucesso do C64 foi sua venda em lojas regulares de varejo, em vez de apenas lojas especializadas em eletrônicos ou computadores. A Commodore produziu muitas de suas peças internamente para controlar os custos, incluindo chips de circuito integrado personalizados da MOS Technology. Nos Estados Unidos, ele foi comparado ao automóvel Ford Modelo T por seu papel em trazer uma nova tecnologia para famílias de classe média por meio de produção em massa criativa e acessível. Aproximadamente dez mil títulos de software comercial foram feitos para o modelo, incluindo ferramentas de desenvolvimento, aplicativos de produtividade de escritório e jogos eletrônicos. O C64 também é creditado por popularizar a demoscene e ainda é usado por alguns entusiastas de computadores. Em 2011, 17 anos após sua retirada do mercado, pesquisas mostraram que o reconhecimento da marca para o modelo ainda era de 87%.

## História

Tela de início do Commodore 64

Em janeiro de 1981, a MOS Technology, uma subsidiária de design de circuitos integrados da Commodore, iniciou um projeto de desenvolvimento de chips gráficos e de áudio para um console de jogos eletrônicos de última geração. Após a conclusão desses chips em novembro do mesmo ano, a Commodore começou a desenvolver um console projetado por Yash Terakura e que seria denominado Ultimax ou Commodore MAX Machine. No entanto, o projeto acabou sendo cancelado depois que alguns exemplares foram fabricados para o mercado japonês. Ao mesmo tempo, Robert Russell e Robert Yannes, programadores dos chips VIC-20 e SID, respectivamente, criticaram a atual linha de produtos da Commodore por ser uma continuação do Commodore PET, uma linha de computadores domésticos voltados para empresas. Com o apoio de Al Charpentier (engenheiro do VIC-II) e Charles Winterble (gerente da MOS Technology), eles propuseram ao CEO da Commodore, Jack Tramiel, uma sequência de baixo custo para o VIC-20. Tramiel determinou que a máquina deveria ter 64 kB de memória de acesso aleatório (RAM), e a empresa aproveitou da queda do preço dos chips de memória dinâmica de acesso aleatório. Os chips já estavam concluídos em novembro, quando Charpentier, Winterble e Tramiel decidiram prosseguir com o novo computador. Este último, inclusive, estabeleceu um prazo final para o primeiro fim de semana de janeiro com intuito de coincidir com a Consumer Electronics Show (CES) de 1982.
O produto recebeu o codinome VIC-40 como o sucessor do popular VIC-20 e a equipe que o construiu consistia em Yash Terakura, Shiraz Shivji, Bob Russell, Bob Yannes e David A. Ziembicki. O design, os protótipos e alguns softwares de amostra foram concluídos no prazo estipulado, depois que a equipe trabalhou incansavelmente nos fins de semana de Ação de Graças e Natal. A máquina usava o mesmo gabinete, placa-mãe do mesmo tamanho e a mesma ROM do VIC-20. Mais tarde, foi renomeado para C64 e apresentado na CES, em janeiro de 1982. Sua recepção foi bem-sucedida devido à propriedade da empresa na fabricação de semicondutores da MOS Technology, o que fez com que cada máquina tivesse um custo de produção estimado de 135 dólares.

## Família C64

### MAX Machine

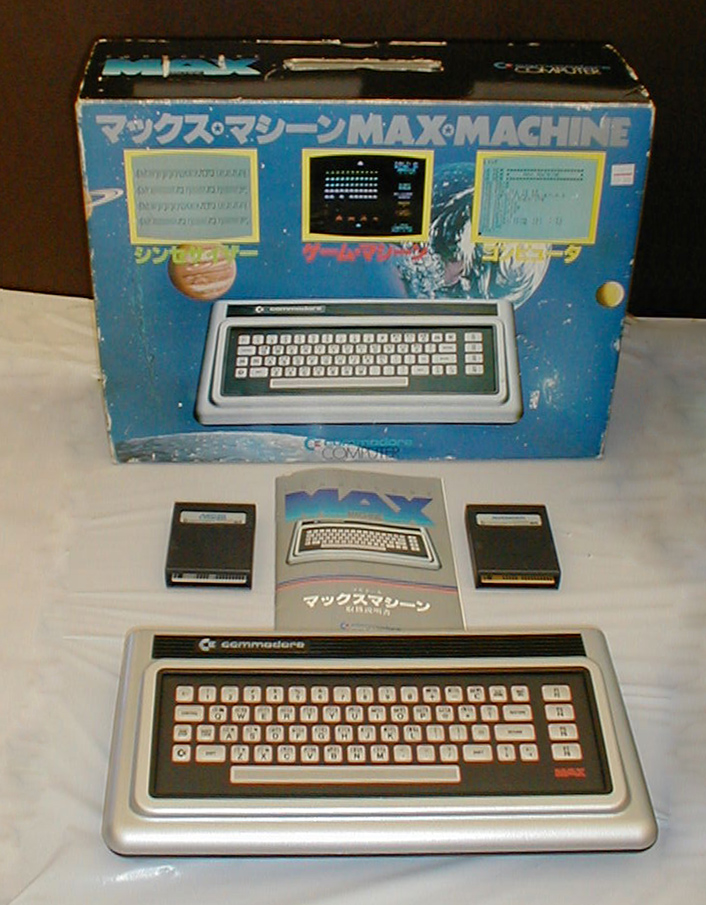
Commodore MAX Machine.

Em 1982, a Commodore lançou em território japonês o MAX Machine, que foi chamado de Ultimax nos Estados Unidos e VC-10 na Alemanha. Esta máquina foi concebido para ser um console de jogos com capacidade de computação limitada, baseada em uma versão reduzida da família de hardware usada posteriormente no C64. O MAX foi descontinuado meses após seu lançamento devido às baixas vendas no Japão.

### Educator 64
Em 1983, a empresa lançou o Educator 64 com o intuito de competir com o Apple II no mercado educacional dos Estados Unidos. No entanto, as escolas deram preferência aos equipamentos de metal ao invés dos componentes separados do C64 padrão, que poderiam ser facilmente danificados, vandalizados ou roubados. Além disso, o Apple II ofereceu uma gama de opções de software e hardware que o Educator 64 não tinha. Por conseguinte, foi produzido em quantidades limitadas.

### SX-64

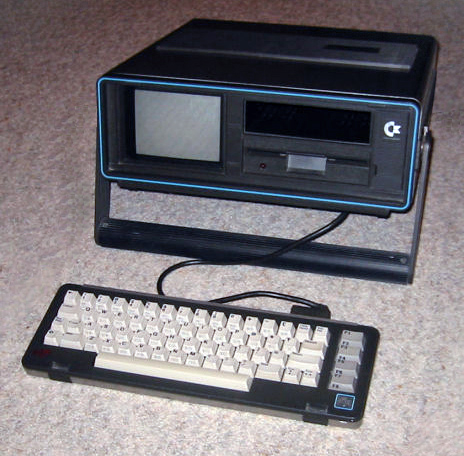
Commodore SX-64

Lançado em 1983, o SX-64 é uma versão portátil do C64 e se destacava por ser o primeiro computador portátil colorido. Os computadores portáteis da época costumavam usar monitores monocromáticos ("tela verde"), mas este tinha um tubo de raios catódicos (CRT) colorido de 130 milímetros e uma unidade de disquete 1541 integrada.

### C128
Fred Bowen e Bil Herd, projetistas da empresa, resolveram corrigir os problemas do Plus/4. Os dois pretendiam que os eventuais sucessores do C64, os computadores Commodore 128 e 128D, fossem baseados no próprio C64, evitando as falhas do Plus/4. No final, os sucessores tiveram muitas melhorias, como um BASIC com comandos gráficos e de som, 128 kB de memória, capacidade de exibição de 80 colunas e a compatibilidade com o C64.

### 64C
Os projetistas do C64 pretendiam que o computador tivesse um novo gabinete em forma de cunha dentro de um ano após o lançamento, mas a mudança não ocorreu. Em 1986, a empresa lançou o computador 64C, que é funcionalmente idêntico ao original, mas com o design exterior remodelado com o estilo mais moderno do C128.

## Lançamento e recepção
Embora tenha sido apresentado em janeiro de 1982, na CES de Las Vegas, o C64 foi oficialmente comercializado entre agosto de 1982 e abril de 1994 e rapidamente se tornou o modelo de computador mais vendido de todos os tempos, sendo inclusive listado pelo Guinness World Records. Estima-se que vendeu cerca de 17 milhões de cópias a um preço médio de 595 dólares.
Em julho de 1983, a revista BYTE afirmou que o C64 prometia ser um dos "concorrentes mais quentes no mercado de computadores pessoais" acessíveis e elogiou o chip de áudio, descrevendo-o como "um verdadeiro sintetizador de música". No entanto, criticou o uso do Commodore BASIC 2.0, que seria "mais lento que o drive do Atari 810, e o controle de qualidade do modelo. A revista ainda complementou, dizendo que o C64 tinha um "Commodore BASIC 2.0 inadequado". Em um raciocínio semelhante, a Creative Computing disse, em dezembro de 1984, que o C64 era "o grande vencedor" na categoria de computadores domésticos abaixo de 500 dólares. No entanto, a revista criticou a lentidão do drive, a pouca quantidade de teclas direcionais, a ausência de suporte técnico e a interfaces fora do padrão. De todo modo, destacou que não existia outro modelo na mesma faixa de preço e com os mesmos recursos. No mesmo tópico, a revista elegeu o Apple II como vencedor na categoria de computador doméstico acima de 500 dólares, que era a categoria em que o C64 estava quando foi lançado pela primeira.